# Epopeya de Erra

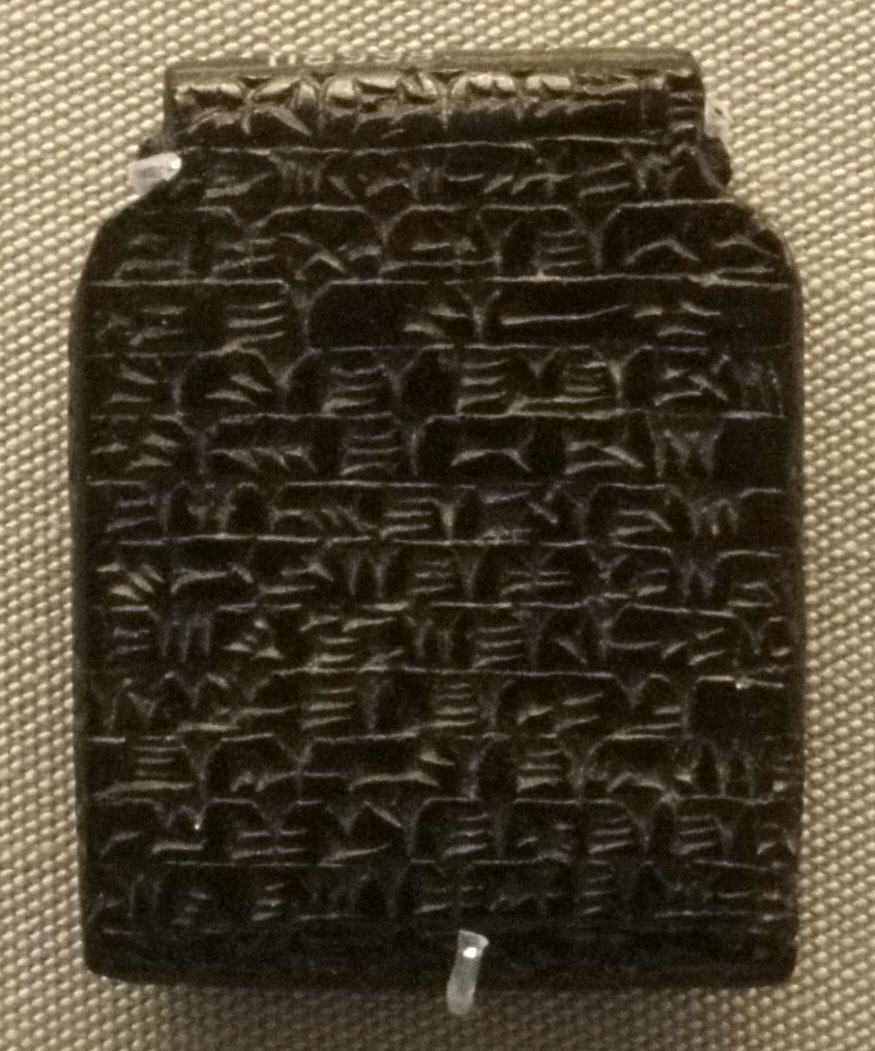
Amuleto para ahuyentar epidemias con inscripción acadia de una cita de la Epopeya de Erra.

La Epopeya de Erra e Ishum, más conocida como Epopeya de Erra o, a veces, Poema de Erra es una leyenda mitológica mesopotámica. Data del primer tercio del I milenio a. C., con mayor probabilidad del siglo VIII a. C. Fue escrita por un sacerdote de Esagila, el templo de Marduk en Babilonia, de nombre Kabti-ilâni-Marduk, que se presenta a sí mismo en un colofón, simplemente, como el transcriptor de un sueño visionario por el que el propio dios Erra le habría revelado el texto. Se compone de cinco tablillas, con un total aproximado de unos 701 versos.
Los personajes principales son Erra, divinidad de la guerra destructiva y las plagas, asimilado a Nergal, dios del inframundo, e Ishum, su visir y dios menor del fuego. La historia comienza con una invocación. Erra, duerme con su esposa Mami y es despertado del sueño por su consejero Ishum y los Siete (Sebetti), hijos del cielo y la tierra —"campeones sin par" se formula repetidamente—, a quienes Anu ha asignado a cada uno un destino destructivo. Estos, con influencia maléfica, intentan llevar a Erra a la destrucción de la Humanidad. Pero para lograr esto debe alejar a Marduk, el rey de los dioses. 
Ishum trata de aplacar la violencia de Erra en vano. Aprovechando la salida de Marduk de la ciudad para un viaje a ver a su padre Ea, a su palacio del Abismo, Erra puede actuar, creando desorden y empujando a los habitantes de Babilonia a la revuelta. La ciudad es tomada a sangre y fuego antes de que Erra vaya al rey de la ciudad para instarle a matar a sus súbditos. Viendo este tumulto, Marduk se lamenta ante su ciudad y sus enloquecidos súbditos y se retira. Pueblos extranjeros invaden Babilonia, pero son abatidos por la peste. Incluso Marduk renuncia al trono, en beneficio de Erra, por un tiempo.
Las tablillas II y III están ocupadas con un debate entre Erra y Ishum. Erra combate en Babilonia, Sippar, Uruk, Dur-Kurigalzu y Der. El mundo está al revés: justos e injustos son asesinados por igual. Erra ordena a Isum que complete el trabajo venciendo a los enemigos de Babilonia. Afortunadamente la furia de Erra es apaciguada por Ishum, que consigue que vuelva a la razón. Erra se retira a su propio asiento en Emeslam con los maléficos Siete y la Humanidad es salvada. Todo vuelve a continuación al orden y Marduk regresa a su ciudad donde retoma su lugar como rey de los dioses. Una oración propiciatoria termina la obra.
Este texto ha servido para explicar por qué la ciudad sagrada de Babilonia, y por tanto sede de la realeza del más grande de los dioses, había tenido tantas desgracias al comienzo del I milenio a. C., en particular por los ataques de las tribus arameas instaladas en Babilonia, y había sido abandonada por los dioses. El regreso del dios significó el retorno a la vida normal, a la calma y la prosperidad.
Así comienza el poema:

Oh rey de las tierras inhabitadas, creador del universo,
 Oh Hendursagga, primer nacido de Enlil,
 Portador del sublime cetro, pastor de los cabezas negras, zagal de la humanidad,
 Oh Ishum, asesino famoso, cuyas manos están adaptadas para blandir fieras armas,
 Y cuando hace resplandecer su terrorífica espada,
 Hasta Erra, guerrero de los dioses, está inquieto en su morada,
 ¡Su corazón le urge a dar batalla!
 Y dice a sus armas: «¡Untáos con veneno mortal!»
 Y a los Siete, guerreros sin rival: «Tomad vuestras armas!»

## En la cultura
La Epopeya de Erra debió ser fundamental para la cultura babilónica ya que se han recuperado por lo menos treinta y seis copias de cinco sitios del primer milenio: Assur, Babilonia, Nínive, Sultantepe y Ur, más, incluso, como señala L. Cagni, de las que se han recuperado de la Epopeya de Gilgamesh.
El texto no parece ser casual, sino que podría ser una mitologización de los tiempos turbulentos en la historia de Mesopotamia, aunque los estudiosos no están de acuerdo en cuanto a los acontecimientos históricos que podrían haber inspirado el poema: el poeta exclama (tablilla IV: 3) "Cambiaste tu naturaleza divina y te hiciste a ti mismo un hombre mortal."
El texto Erra pronto asumió funciones mágicas Partes del texto fueron inscritas en amuletos que se empleaban para exorcismos y como profilácticos contra la peste. Los Siete son conocidos por varios conjuros acadios, variando sus nombres demoníacos, pero su número, siete, es invariable.
Los cinco tablillas que contienen la Epopeya de Erra se publicaron por primera vez en 1956, y con un texto mejorado, basado en hallazgos adicionales, en 1969.  Quizás haya sido recuperado el 70% del poema .
Walter Burkert tomó nota de la consonancia de lo puramente mítico de los Siete dirigidos por Erra con los Siete contra Tebas, ampliamente asumida por los helenistas al haber tenido una base histórica. 